# Andrzej Brabletz
Andrzej Brabletz (ur. 1947, zm. 9 lutego 2021) – polski kynolog łowiecki, międzynarodowy sędzia kynologiczny, myśliwy, doktor.
Był długoletnim członkiem Związku Kynologicznego w Polsce (w tym członkiem honorowym, członkiem zarządu głównego, zarządu oddziału poznańskiego, przedstawicielem w Komisji ds Wyżłów Kontynentalnych FCI) i Polskiego Związku Łowieckiego (w tym przewodniczącym Komisji Kynologicznej przy Naczelnej Radzie Łowieckiej), a także sędzią na międzynarodowych wystawach. Sędziował też podczas zawodów pracy psów myśliwskich. Był także myśliwym odznaczonym najwyższym odznaczeniem łowieckim, „Złomem”, autorem i współautorem regulaminów prób i konkursów pracy psów myśliwskich, bibliofilem, członkiem redakcji czasopism Pies i Łowiec Polski, autorem publikacji, książek i artykułów na tematy kynologiczne.
Pochowano go 16 lutego 2021 na cmentarzu Miłostowo w Poznaniu.